# Синеголовник
Синеголо́вник, или Эрингиум (лат. Erýngium) — род травянистых растений семейства Зонтичные (Umbelliferae).

## Название
Латинское родовое название лат. Eryngium происходит от заимствованного др.-греч. ἠρύγγιον (ērúngion), уменьшительной формы др.-греч. ἤρυγγος (ḗrungos) — самоназвания синеголовника в древнегреческом языке. 
Обиходным или народным диалектным названием «Синеголовник», или «Синеголов» обозначают многие другие растения, имеющие большею частью синие цветки, скученные в головку, такие как Мордовник, Кровохлёбка, Василёк, Горечавка, Осот.
Известно другое название — «морской падуб», которое происходит из мест его культивирования на морских побережьях в Средиземноморье. Обычно это название относят к одному виду Eryngium maritimum, но отношения к роду Падуб (Ilex) это растение не имеет.
По причине внешнего сходства с чертополохом растение может упоминаться как бурьян. В русском языке синеголовник входит в большую группу так называемых волчцов, колючих сорных растений, названия которых почти полностью взаимозаменяемы. Помимо основного фитонима для колючих сорных растений (чертополох), волчцы включают в себя некий общий набор «трав запустения», включающий в себя такие многозначные народные (обиходные) названия, как: будяк, дедовник, лопух, репей (репейник), мордвин (мордовник), осот, татарин (татарник).:62
Все перечисленные выше названия отсылают к большому числу обширных таксонов (родов или отдельных видов растений), среди которых, в частности (по алфавиту): Agrimonia, Arctium, Carduus, Carlina, Cirsium, Sonchus, Echinops, Eryngium, Inula, Phlomis, Onopordon, Xanthium.:т.IV:1037-1038 Под большинством из этих названий и можно встретить упоминания о синеголовнике в русском языке (к примеру, синий будяк или чертополох вполне может оказаться синеголовником плосколистным).

## Распространение
Представители рода встречаются в тропических, субтропических и умеренных поясах, главным образом в Мексике и Южной Америке. На территории России и сопредельных стран около 15 видов, преимущественно в южных районах.
Растёт по песчаным местам, в зарослях кустарников и в степях.

## Ботаническое описание
Много-, реже дву- или однолетние травы.
Стебель прямой, голый, синеватого цвета, наверху ветвистый, высотой до полуметра.
Листья цельные или перисто-рассечённые, часто кожистые и колючезубчатые.
Цветки мелкие, большей частью сине-голубые, обыкновенного типа зонтичных, собраны на верхушке ветвей в яйцевидную головку; покрывало состоит из 6―7 узколанцетных, не превышающих головки колючих листочков.
Плоды покрыты чешуйками.

## Практическое использование
Многие виды разводят как декоративные в открытом грунте и в оранжереях. Высушенные растения долго сохраняют декоративный вид, поэтому синеголовник часто называют «бессмертник».
Синеголовник плосколистный (Eryngium  planum) широко применяется как лекарственное растение среди народов бывшего СССР и в Западной Европе.

## Классификация

### Таксономия[10]
Eryngium  L., 1753, Sp. Pl.: 233
Род Синеголовник относится к семейству Зонтичные (Apiaceae) порядка Зонтикоцветные  (Apiales). Кладограмма в соответствии с Системой APG IV:
|  |                                      |  |                                   |                                   |                     |  | ещё 6 семейств |               |                  |                                                        |
|  |                                      |  |                                   |                                   |                     |  |                |               |                  | 254 подтвержденных вида и 44 в статусе «непроверенных» |
|  |                                      |  |                                   | порядок Зонтикоцветные            |                     |  |                |               | род Синеголовник |                                                        |
|  |                                      |  |                                   | порядок Зонтикоцветные            |                     |  |                |               | род Синеголовник |                                                        |
|  | отдел Цветковые, или Покрытосеменные |  |                                   |                                   | семейство Зонтичные |  |                |               |                  |                                                        |
|  | отдел Цветковые, или Покрытосеменные |  |                                   |                                   |                     |  |                |               |                  |                                                        |
|  |                                      |  | ещё 63 порядка цветковых растений | ещё 63 порядка цветковых растений |                     |  |                | ещё 447 родов | ещё 447 родов    |                                                        |
|  |                                      |  |                                   | ещё 63 порядка цветковых растений |                     |  |                |               | ещё 447 родов    |                                                        |

## Виды
Наиболее известные виды: 

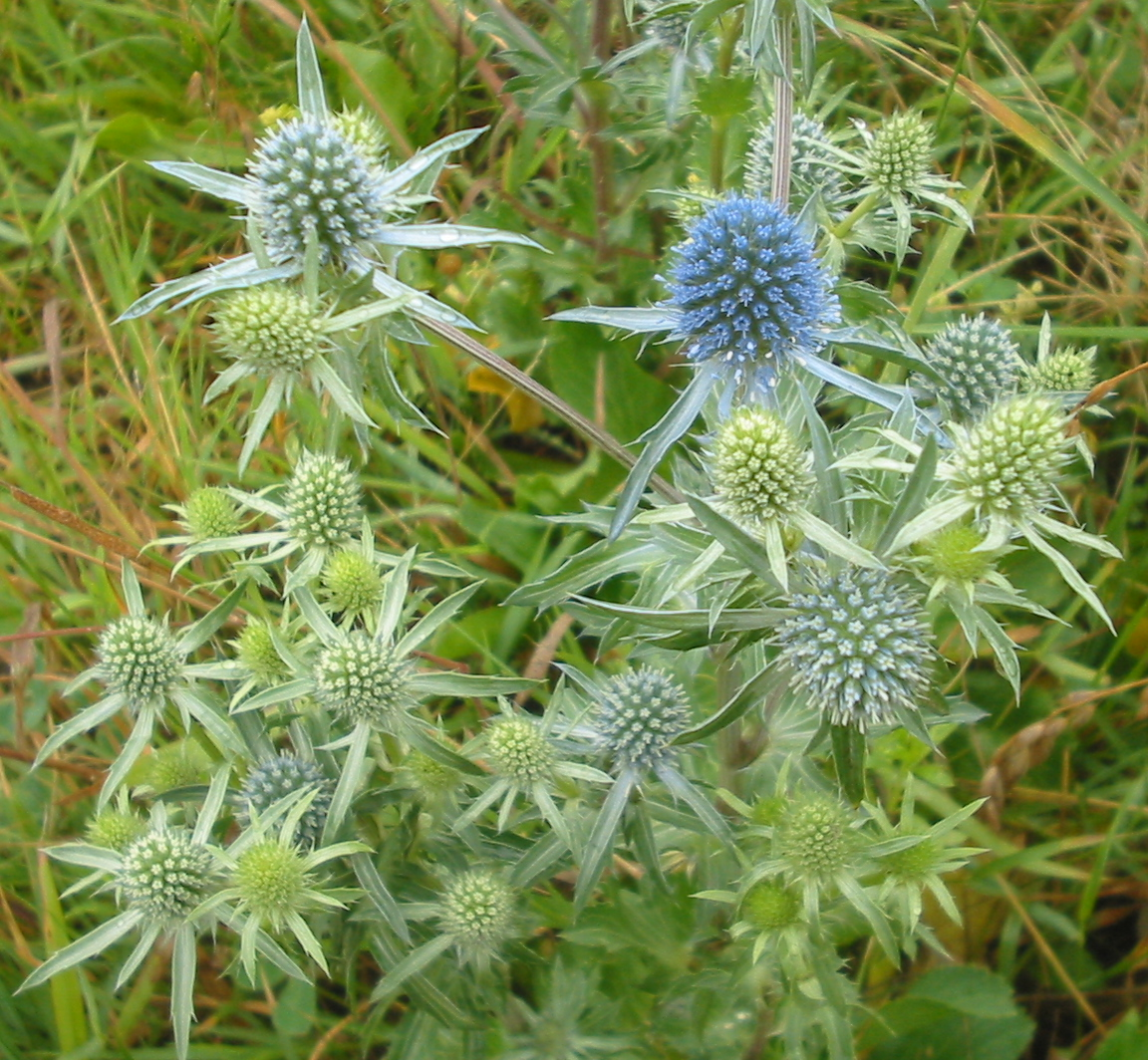
Синеголовник плосколистный (Eryngium planum)

- Eryngium alismifolium Greene — Синеголовник частухолистный
- Eryngium alpinum L. — Синеголовник альпийский
- Eryngium bourgatii Gouan — Синеголовник Бурга
- Eryngium caeruleum M.Bieb. — Синеголовник голубой
- Eryngium campestre L. — Синеголовник полевой, или Синеголовник равнинный
- Eryngium carlinae F.Delaroche — Синеголовник Карлины
- Eryngium creticum Lam. — Синеголовник критский
- Eryngium dorae C.Norman — Синеголовник Доры
- Eryngium eburneum Decne. — Синеголовник эбурнеум
- Eryngium elegans Cham. & Schltdl. — Синеголовник изящный
- Eryngium foetidum L. — Синеголовник пахучий, или Эрингиум пахучий, или мексиканский кориандр, или длинный кориандр
- Eryngium giganteum M.Bieb. — Синеголовник гигантский
- Eryngium hookeri Walp. — Синеголовник Гукера
- Eryngium integrifolium Walter — Синеголовник цельнолистный
- Eryngium maritimum L. typus — Синеголовник приморский, или Синеголовник морской, или Морской падуб
- Eryngium planum L. — Синеголовник плосколистный

## Сорта
- 'Neptune's Gold' — листья жёлтые, соцветия синие.